# Melanotrichia vichvamitra
Melanotrichia vichvamitra är en nattsländeart som beskrevs av Schmid 1982. Melanotrichia vichvamitra ingår i släktet Melanotrichia och familjen Xiphocentronidae. Inga underarter finns listade i Catalogue of Life.